# National Socialist Network
Le National Socialist Network (NSN) est un groupe néonazi et suprémaciste blanc australien fondé à Melbourne en février 2020 par Thomas Sewell (en). Il succède aux organisations The Lads Society et United Patriots Front.
Il est présent dans tous les États et territoires australiens et compte environ une centaine de membres actifs en 2024. Ses activités comprennent l'entraînement au combat, l'endoctrinement idéologique et des exercices paramilitaires, tout en préparant ses membres à un supposé « conflit racial » imminent. Le groupe diffuse des messages appelant à une « révolution blanche » et à détruire le gouvernement et collabore avec des groupes criminels organisés et des réseaux terroristes internationaux.

## Historique
Le National Socialist Network est fondé en février 2020 à Melbourne. Il succède aux organisations The Lads Society et United Patriots Front. Il est dirigé à ses débuts par Thomas Sewell (en), un ancien militaire de 28 ans.
Son site web est supprimé en juin 2020 par son hébergeur qui déclare ne pas tolérer les contenus promouvant le racisme ou la discrimination.
En janvier 2021, environ 40 membres de ce groupe campent dans la région des Grampians. Durant ce séjour coïncidant avec le 76e anniversaire de la libération d'Auschwitz, les membres scandent des slogans nazis, brûlent des croix et harcèlent les habitants locaux en proclamant être des « hommes blancs racistes ».
En mai 2021, après une intensification de la surveillance par l'Australian Security Intelligence Organisation (ASIO), qui considère ce groupe comme une menace terroriste importante, son quartier général fait l'objet d'une descente policière. Thomas Sewell est arrêté le même mois et est remplacé par Jacob Hersant.
Jarrad Searby (en), un instructeur d'arts martiaux et ancien dirigeant d'un chapitre australien des Proud Boys, intègre le cercle dirigeant du NSN après l'incarcération de Sewell et est chargé de diriger les séances d'entraînement au combat du groupe. Il exprime l'ambition de diriger le mouvement et critique Hersant comme étant trop faible pour diriger l'organisation.
Le NSN est également impliqué dans des manifestations anti-confinement en 2021 et ses membres sont identifiés comme participant à des activités criminelles présumées, notamment la destruction de preuves pour contrecarrer des descentes de police, des dommages criminels, et une affaire présumée de vol à main armée impliquant le leader Tom Sewell.
En décembre 2023, une trentaine de membres masqués et vêtus de noir défilent dans la ville de Ballarat (Victoria), à l'occasion de l'anniversaire de la révolte d'Eureka. En janvier 2024, le NSN fait plusieurs autres rassemblements dans la région de Sydney, qui réunissent entre 30 et 60 personnes selon les rassemblements.
Des membres du NSN tentent de perturber des manifestations de réfugiés à Adélaïde en août 2024 et à Melbourne en septembre 2024. En novembre 2024, Jacob Hersant est condamné à un mois de prison pour avoir effectué un salut nazi devant un tribunal. En décembre 2024, un homme et une femme âgés de 20 ans membres du NSN sont tous les deux condamnés, l'un pour avoir intimidé un homme juif et pour un acte de vandalisme à l'université Macquarie, l'autre pour avoir participé au même acte de vandalisme. L'homme est condamné à une peine d'emprisonnement avec sursis de deux ans assortie d'obligations et la femme à des travaux d'intérêt général pour 15 mois.
En 2025, lors de l'Australia Day, 16 membres du groupe, dont un adolescent, sont arrêtés à Adélaïde alors qu'ils défilent vêtus de noir, portant des lunettes de soleil et brandissent des drapeaux australiens. Les manifestants scandent « l'Australie aux Blancs » et chantent Waltzing Matilda au mémorial de guerre de la ville. Les personnes arrêtées sont inculpées de diverses infractions, dont le refus d'obtempérer, le port d'accessoires de dissimulation d'identité, l'agression d'un policier et, pour l'un d'entre eux, l'utilisation d'un symbole nazi,. Le tribunal d'Adélaïde leur impose des conditions de libération sous caution interdisant tout contact avec trente membres désignés du NSN. Malgré ces restrictions, des comptes au nom de Sewell et d'un autre membre arrêté continuent d'interagir sur un nouveau groupe Telegram secret.
En avril 2025, les dirigeants Thomas Sewell et Joel Davis annoncent leur intention de former un parti politique officiel pour contourner les nouvelles lois australiennes interdisant les symboles nazis et le salut fasciste. Lors d'un webinaire en février, Sewell déclare que le parti prévoit d'utiliser le svastika afin de le faire passer pour un élément d'expression politique légitime.

## Activités

### Préparation et logistique
Les activités du NSN incluent l'entraînement au combat, l'endoctrinement idéologique et des exercices paramilitaires en milieu rural au sein d'une base opérationnelle acquise en 2021. Le groupe promeut publiquement une rhétorique non-violente tout en préparant ses membres, dont certains détiennent des permis d'armes, à un supposé « conflit racial » imminent. Il encourage par ailleurs ses membres à conserver des armes à feu.

### Stratégies d'organisation
Le NSN adopte une structure cellulaire permettant à ses membres de se disperser en sous-groupes en cas d'interdiction. Il utilise des groupes intermédiaires comme le chapitre australien des Proud Boys et des clubs d'arts martiaux mixtes qui lui servent de passerelles pour attirer des membres. Un ancien leader des Proud Boys, Jarrad Searby (en), a confirmé que son chapitre avait été délibérément établi comme une façade pour diriger des recrues vers le NSN.
En 2021, des documents révèlent que le NSN a tenté d'apporter un soutien financier à un adolescent néonazi accusé de terrorisme. Selon Sewell, cette entraide fait partie intégrante de leur fonctionnement. Le groupe établit également des contacts avec des gangs de skinheads en prison pour assurer la protection de ses membres incarcérés.

## Idéologie
Le NSN est d'idéologie néonazie et suprémaciste blanche et diffuse des messages appelant à une « révolution blanche » et à détruire le gouvernement. Il qualifie ouvertement les autochtones d'Australie de sous-hommes et publie régulièrement des messages antisémites et anti-immigration sur les réseaux sociaux. Il considère les Proud Boys comme « mous ».
Ses dirigeants soutiennent secrètement le terroriste Brenton Tarrant et le groupe est apparu à un rassemblement en soutien à la militante transphobe Kellie-Jay Keen-Minshull.
Son leader Thomas Sewell (en) déclare en 2024 qu'il pourrait « devenir un terroriste » et « commencer à tuer des gens » si les services de protection de l'enfance intervenaient pour retirer des enfants de familles néonazies.

## Structure
En 2021, le NSN est le plus grand groupe néonazi d'Australie. L'organisation compte parmi ses membres d'anciens militaires, des employés d'organismes gouvernementaux et de sécurité. Fondé à Melbourne, il étend rapidement sa présence à Adélaïde. En 2021, il est présent dans chaque État et territoire de l'Australie selon l'ASIO. En 2024, ABC News estime ses effectifs à une centaine de membres actifs.
Il collabore avec des groupes criminels organisés et des réseaux terroristes internationaux, dont Combat 18.

## Méthodes de recrutement
Le NSN recrute des membres via des plateformes cryptées comme Telegram, Element et Wire, mais également sur TikTok, où il publie du contenu nationaliste blanc et organise des diffusions en direct dans lesquelles des membres promeuvent le néonazisme.
En février 2025, plusieurs comptes de membres du mouvement, dont ceux de ses dirigeants Thomas Sewell (en) et Blair Cottrell (en), sont suspendus de la plateforme X. Plusieurs comptes avaient déjà été suspendus auparavant, avant que le réseau social ne réduise sa modération.